# Puncel
Puncel is een bestuurslaag in het regentschap Pati van de provincie Midden-Java, Indonesië. Puncel telt 5597 inwoners (volkstelling 2010).